# Paolo Schiavocampo
Paolo Schiavocampo (Palermo, 6 novembre 1924 – Milano, 14 gennaio 2022) è stato un pittore e scultore italiano, che collaborò con Fiumara d'arte.

## Biografia
Allievo di Giacomo Manzù, studiò architettura a Roma e Milano, e successivamente arte a Venezia. Trasferitosi nel capoluogo lombardo nel 1948, nel 1964 si recò a New York dove collaborò con Salvatore Scarpitta. Alcune sue opere sono state acquisite da diversi musei nazionali.

## Opere
- Figura, scultura in terracotta h. cm. 33, Museo Fortunato Calleri di Catania.